# Akatowo (rejon diemidowski)
Akatowo (ros. Акатово) – wieś (ros. деревня, trb. dieriewnia) w zachodniej Rosji wchodząca w skład osiedla wiejskiego Titowszczinskoje należącego do rejonu diemidowskiego w obwodzie smoleńskim.

## Geografia
Miejscowość położona jest nad jeziorem Kariec i na południowym brzegu jeziora Akatowskoje, 3,5 km od drogi regionalnej 66N-0505 (Diemidow – Chołm), 23 km od centrum administracyjnego osiedla wiejskiego (Titowszczina), 22,5 km od centrum administracyjnego rejonu (Diemidow), 43,5 km od stolicy obwodu (Smoleńsk), 49,5 km od granicy z Białorusią.
W granicach miejscowości znajdują się ulice: Centralnaja, Centralnyj pierieułok, Polewaja, Raczewka, Oziornaja.

## Demografia
W 2010 r. miejscowość zamieszkiwało 18 osób.

## Historia
W czasie II wojny światowej od lipca 1941 roku wieś była okupowana przez hitlerowców. Wyzwolenie nastąpiło we wrześniu 1943 roku.
Na mocy uchwały z dnia 28 maja 2015 roku wszystkie miejscowości (w tym Akatowo) zlikwidowanej jednostki administracyjnej Pieriesudowskoje weszły w skład osiedla wiejskiego Titowszczinskoje.

## Osobliwości
- Grodiszcze z I tysiąclecia n.e. (północna część dieriewni)[7]
- 3 kurhany 0,4 km na północ od wsi[7]
- Grupa 4 kurhanów na północny wschód od miejscowości[7]
- Osada z I tysiąclecia n.e. na południowym brzegu Akatowskoje[7]